# Gniew (gmina)
Gniew – gmina miejsko-wiejska w województwie pomorskim, w powiecie tczewskim. W latach 1975–1998 gmina położona była w województwie gdańskim.
W skład gminy wchodzi 19 sołectw: Brody Pomorskie, Ciepłe, Gogolewo, Jaźwiska, Jeleń, Kolonia Ostrowicka, Kuchnia, Kursztyn, Nicponia, Opalenie, Piaseczno, Pieniążkowo, Polskie Gronowo, Półwieś, Rakowiec, Szprudowo, Tymawa, Widlice, Wielkie Walichnowy
Siedzibą gminy jest miasto Gniew.
Według danych z 30 czerwca 2004 gminę zamieszkiwały 15 563 osoby.

## Struktura powierzchni
Według danych z roku 2005 gmina Gniew ma obszar 194,78 km², w tym:
- użytki rolne: 64%
- użytki leśne: 20%

Gmina stanowi 27,92% powierzchni powiatu.

## Demografia

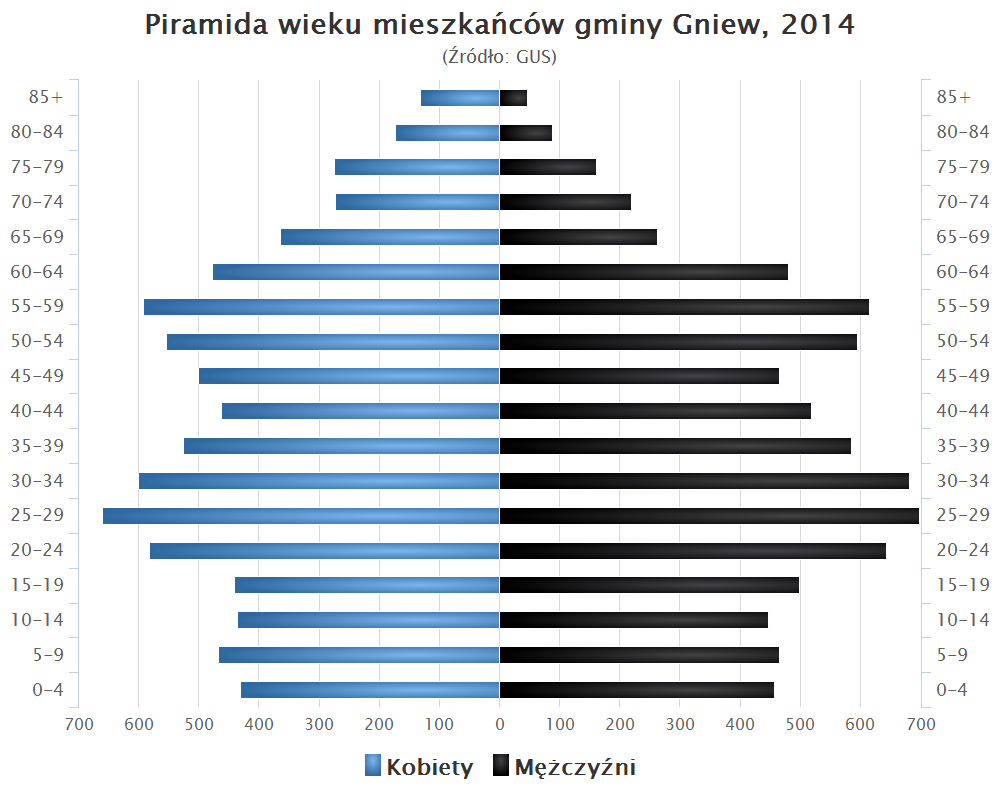
Piramida wieku mieszkańców gminy Gniew w 2014 roku

Dane z 30 czerwca 2004:
| Opis                              | Ogółem | Ogółem | Kobiety | Kobiety | Mężczyźni | Mężczyźni |
| --------------------------------- | ------ | ------ | ------- | ------- | --------- | --------- |
| jednostka                         | osób   | %      | osób    | %       | osób      | %         |
| populacja                         | 15 563 | 100    | 7896    | 50,7    | 7667      | 49,3      |
| gęstość zaludnienia (mieszk./km²) | 79,9   | 79,9   | 40,5    | 40,5    | 39,4      | 39,4      |

## Ochrona przyrody
- Rezerwat przyrody Opalenie Dolne
- Rezerwat przyrody Opalenie Górne
- Rezerwat przyrody Wiosło Duże
- Rezerwat przyrody Wiosło Małe

## Sąsiednie gminy
Kwidzyn, Morzeszczyn, Nowe, Pelplin, Ryjewo, Sadlinki, Smętowo Graniczne, Sztum